# Stafford (district)
Pour les articles homonymes, voir Stafford.
Stafford est un district non métropolitain du Staffordshire, en Angleterre. Sa population est de 130 869 habitants (2011).

## Composition
Le district est composé des paroisses civiles suivantes:
- Adbaston
- Barlaston
- Berkswich
- Bradley
- Brocton
- Chebsey
- Church Eaton
- Colwich
- Creswell
- Doxey
- Eccleshall
- Ellenhall
- Forton
- Fradswell
- Fulford
- Gayton
- Gnosall
- Haughton
- High Offley
- Hilderstone
- Hixon
- Hopton and Coton
- Hyde Lea
- Ingestre
- Marston
- Milwich
- Norbury
- Ranton
- Salt and Enson
- Sandon and Burston
- Seighford
- Standon
- Stone
- Stone Rural
- Stowe-by-Chartley
- Swynnerton
- Tixall
- Weston
- Whitgreave